# 報告
報告，專指陳述調查本身或由調查得出的結論。報告可以是機關對其內部調查的結果，或由獨立的研究人員進行調查的結果。報告的風格與結構因應各個機構的慣例而有所不同。

## 正式報告的特點
1. 報告應根據事實，遣詞用字講究客觀，邏輯性較強、有條理的結構。
2. 報告開始應先指出動機。通常以背景或導言作標題。
3. 報告需包括調查所遵循的規則、條件標準。
4. 報告要說明調查的範圍、規模和方法等步驟。
5. 報告最重要的組成部分為調查結果。
6. 報告最終應得出調查結論，對調查的發現做合理解釋。
7. 報告中如果發現問題所在，要提出解決該問題的建議。

- 由於報告種類千變萬化；報告格式及方法亦是多元化，上述特點因沒有必然性而只能用作參考，如：一般情況下，相對於讀書報告，把「調查結果」、「建議」等方面，用於工作報告，或市場調查報告較為合適。